# Кучерла
Кучерла — річка у Росії, права притока Катуні (басейн Обі), тече у Республіці Алтай.

## Фізіографія
Кучерла витікає з Кучерлинського озера, яке лежить в Алтайських горах серед північних відрогів Катунського хребта на висоті 1786 м над рівнем моря приблизно за 15 км на захід від гори Бєлуха (4506 м) — найвищої точки Сибіру. Кучерлинське озеро має площу 3 км² і середню глибину 30 м і живиться струмками і малими річками, що утворюються таненням льодовиків на північних схилах Катунського хребта на висоті 2000–2500 м. Найбільші з них — Йолдоайри, яка тече з заходу, і Коніайри, що тече з півдня; обидві річки зливаються безпосередньо перед впадінням в Кучерлинське озеро. 

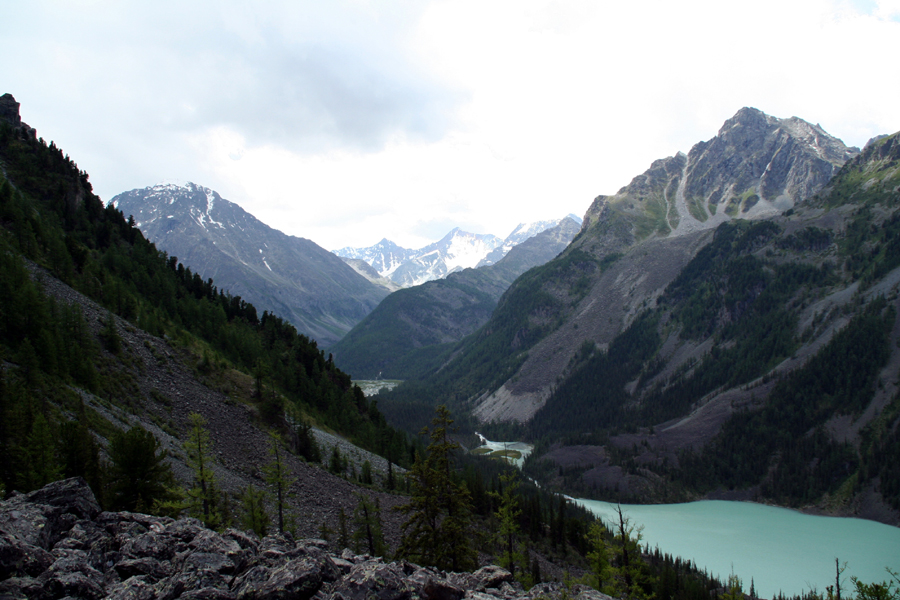
Витік Кучерли з Кучерлінського озера

Кучерла тече у вузькій гірській долині на північ, практично не відхиляючись від цього напрямку на всьому протязі. Неподалік від витоку річка заповнює розширення своєї долини, утворюючи Нижнє Кучерлинське озеро, значно менше за площею, ніж власне Кучерлинське. Кучерла впадає в Катунь через 2 км після однойменного селища. У гирлі має близько 20 м завширшки, швидкість плину понад 2 м/с. При виході у долину Катуні Кучерла утворює широкий конус виносу. Середній уклін річки становить 22,9 м/км.
Живлення переважно льодовикове і снігове.
Річка має гірський характер на всьому протязі. В Кучерлу впадає багато гірських струмків і малих річок, в основному з лівого боку; найбільші з них — Тегеєк і Великий Колагаш. Удовж правого берега Кучерли тягнеться гірське пасмо, яке відділяє її басейн від сусідньої річки Аккем (також притоки Катуні), тому праві притоки Кучерли зовсім короткі. 

## Гідрологія
Довжина річки 60 км, площа басейну 630 км². Середньорічний стік, виміряний за 2 км від гирла біля селища Кучерла в 1963–2000 роках, становить 13,5 м³/с. Багаторічний мінімум стоку спостерігається у лютому і березні (1,11 м³/с), максимум — у липні (45 м³/с). За період спостережень абсолютний мінімум місячного стоку (0,37 м³/с) спостерігався у лютому 1989 року, абсолютний максимум (73,2 м³/с) — у липні 1969.
Характерною особливістю Кучерли є молочно-білий відтінок води, який їй надає завись надзвичайно дрібних частинок гірських порід, що утворюються в горах під дією льодовиків і виносяться до річок талою водою. Подібне явище має назву «льодовикове (або глетчерне) молоко».

## Інфраструктура
Єдине постійне поселення на річці — однойменне селище Кучерла — розташоване на її лівому березі за 2 км від гирла. На протилежному від гирла Кучерли березі Катуні знаходиться селище Тюнгур. Річка та її басейн лежить повністю у межах Усть-Коксинського району Республіки Алтай.
В низов’ях річка в трьох місцях перетинається мостами: в селі Кучерла, за 2 км вище села і приблизно за 9 км вище села перед злиттям Кучерли зі струмком Берткем. Удовж річки проходить в’ючна стежка, якою користуються гірські туристи й альпіністи на шляху до гори Бєлуха.